# Älskarinnor
Älskarinnor, med den engelska originaltiteln Mistresses, är en brittisk dramaserie från året 2008 och framåt i tre säsonger om totalt 16 avsnitt som har visats i TV. I Sverige har TV-serien visats i TV4.

## Handling
De fyra väninnorna Katie, Trudi, Jessica och Siobhan träffades på universitetet och är runt 30 år. De försöker få sin tillvaro att gå ihop både vad gäller karriär och kärlek vilket inte är det lättaste. Alla har de sina problem att brottas med, problem som de inte ens delar med sig till sina närmaste vänner.